# AGITAB-250-85
AGITAB-250-85 (ros. АГИТАБ-250-85, агитационная авиационная бомба) – radziecka lotnicza bomba agitacyjna. Może przenosić 25-46 kg ulotek rozrzucanych po rozcaleniu skorupy. Posiada ją Wojsko Polskie.